# Le Vieux-Cérier
Le Vieux-Cérier é uma comuna francesa na região administrativa da Nova Aquitânia, no departamento de Charente. Estende-se por uma área de 9,65 km². Em 2010 a comuna tinha 132 habitantes (densidade: 13,7 hab./km²).